# Layla (película)
Layla es una película romántica británica de 2024 escrita y dirigida por Amrou Al-Kadhi en su debut como director.

## Premisa
Mientras explora su identidad entre amigos y familiares, Layla, una drag queen británico-palestina de género no binario que vive en Londres, se enamora de Max, un ejecutivo de publicidad.

## Elenco
- Bilal Hasna como Layla
- Louis Greatorex como Max
- Safiyya Ingar como Príncipe
- Terique Jarrett como Félix
- Darkwah como Lucila
- Sarah Agha como Fátima
- Baby
- Rebecca Lucy Taylor como Emily
- Buket Komur como Sara
- Emma McDonald como Areej
- Ghazi Al Ruffai como Travis

## Producción
AaSavannah James-Bayly produjo la película para Fox Cub Films. Los productores ejecutivos incluyen a Farhana Bhula de Film4, Kristin Irving de BFI, Mary Burke de Public Dreams y Nina Yang Bongiovi y Forest Whitaker de Significant Productions. La fotografía principal se llevó a cabo en el este de Londres durante seis semanas y finalizó en diciembre de 2022. 

## Lanzamiento
Film4 posee los derechos de distribución televisiva del Reino Unido e Irlanda. Se compartió una imagen de primer vistazo en diciembre de 2022. Layla fue seleccionada por el BFI y el British Council para la exhibición Great8 en el Marché de Cannes de 2023. 
La película se estrenó en la Competencia Mundial de Cine Dramático del Festival de Cine de Sundance 2024.

## Galería
Imágenes de la proyección de Layla en el Festival de Cine de Sundance 2024:

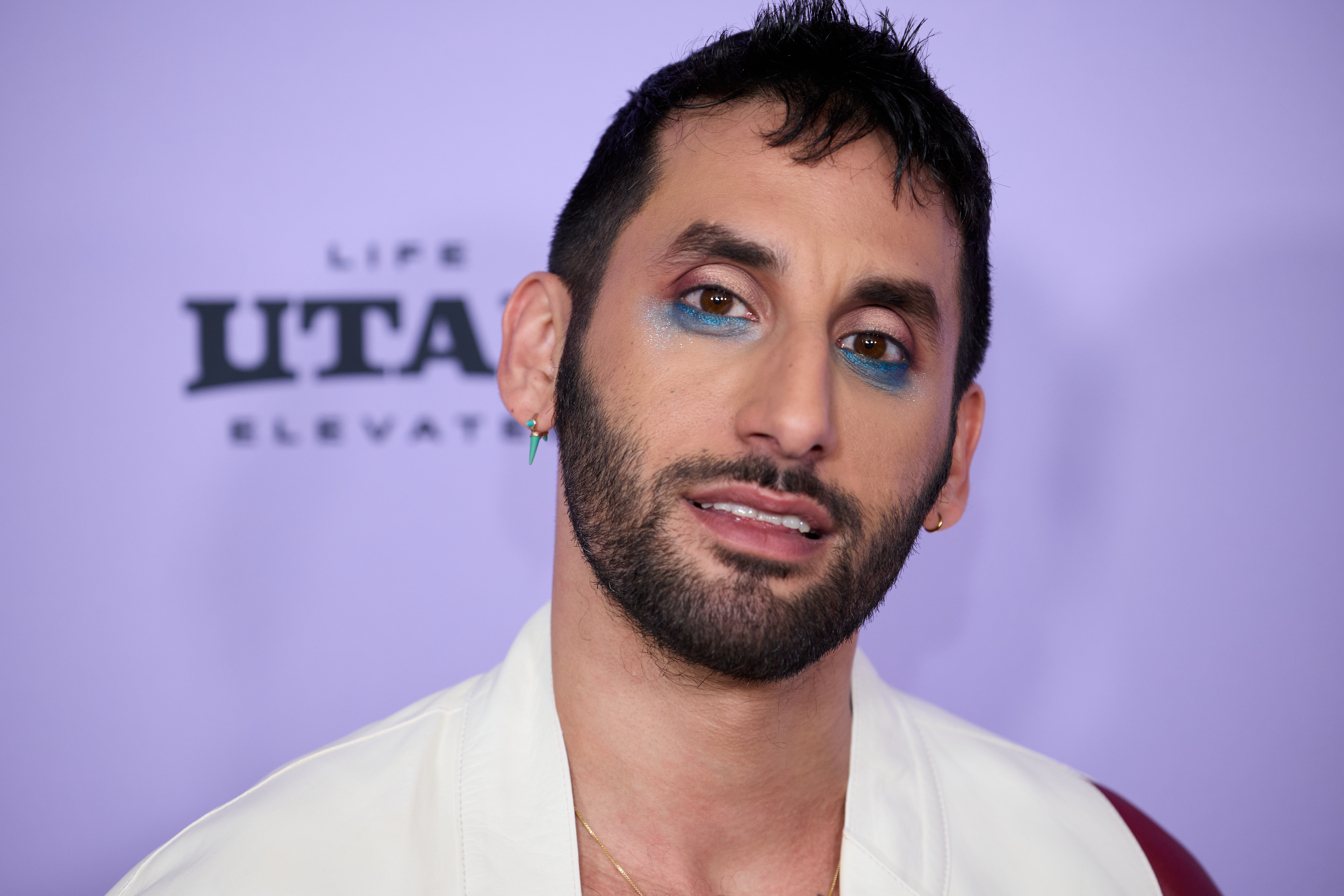
Guionista y director Amrou Al-Kadhi
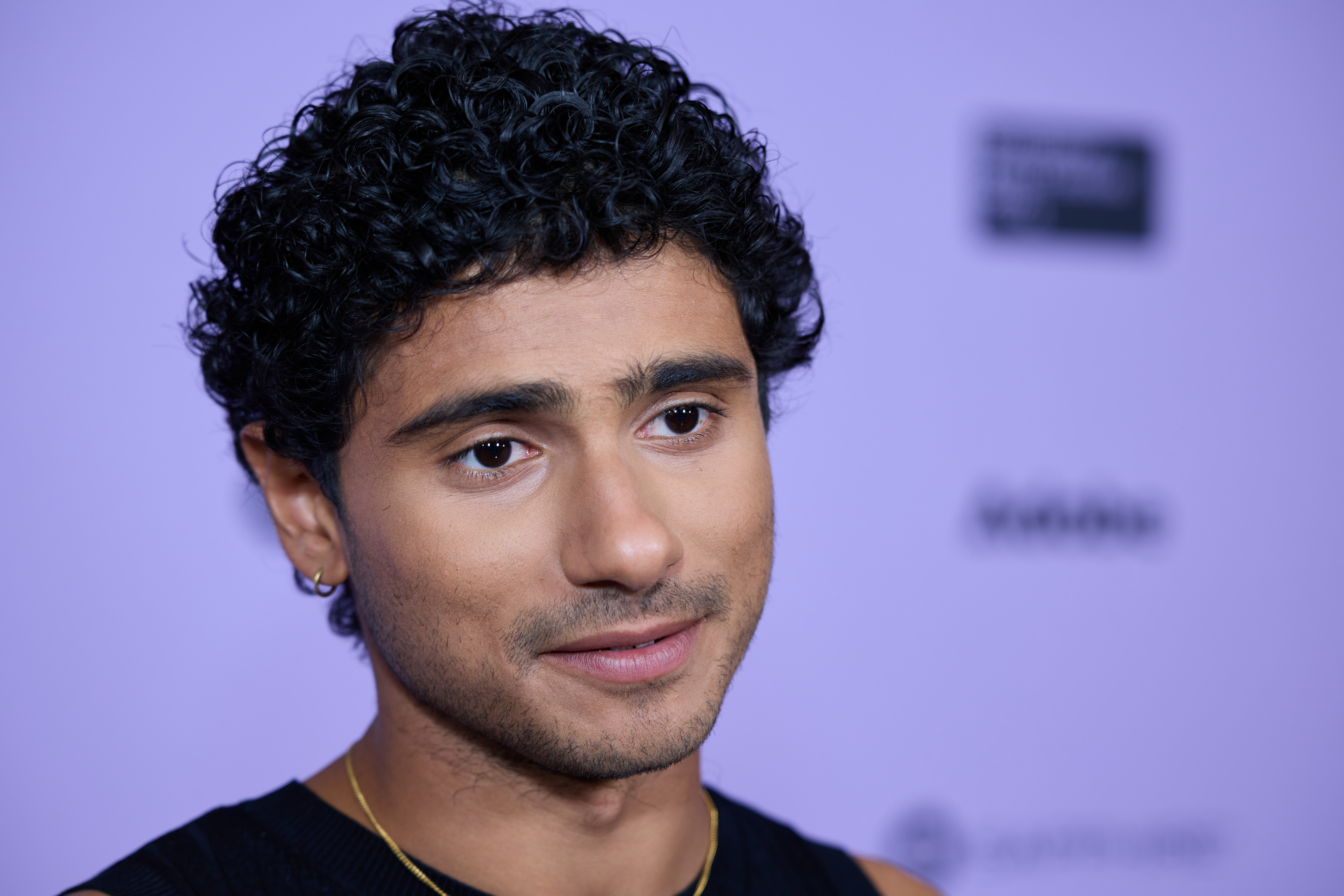
Actor principal Bilal Hasna
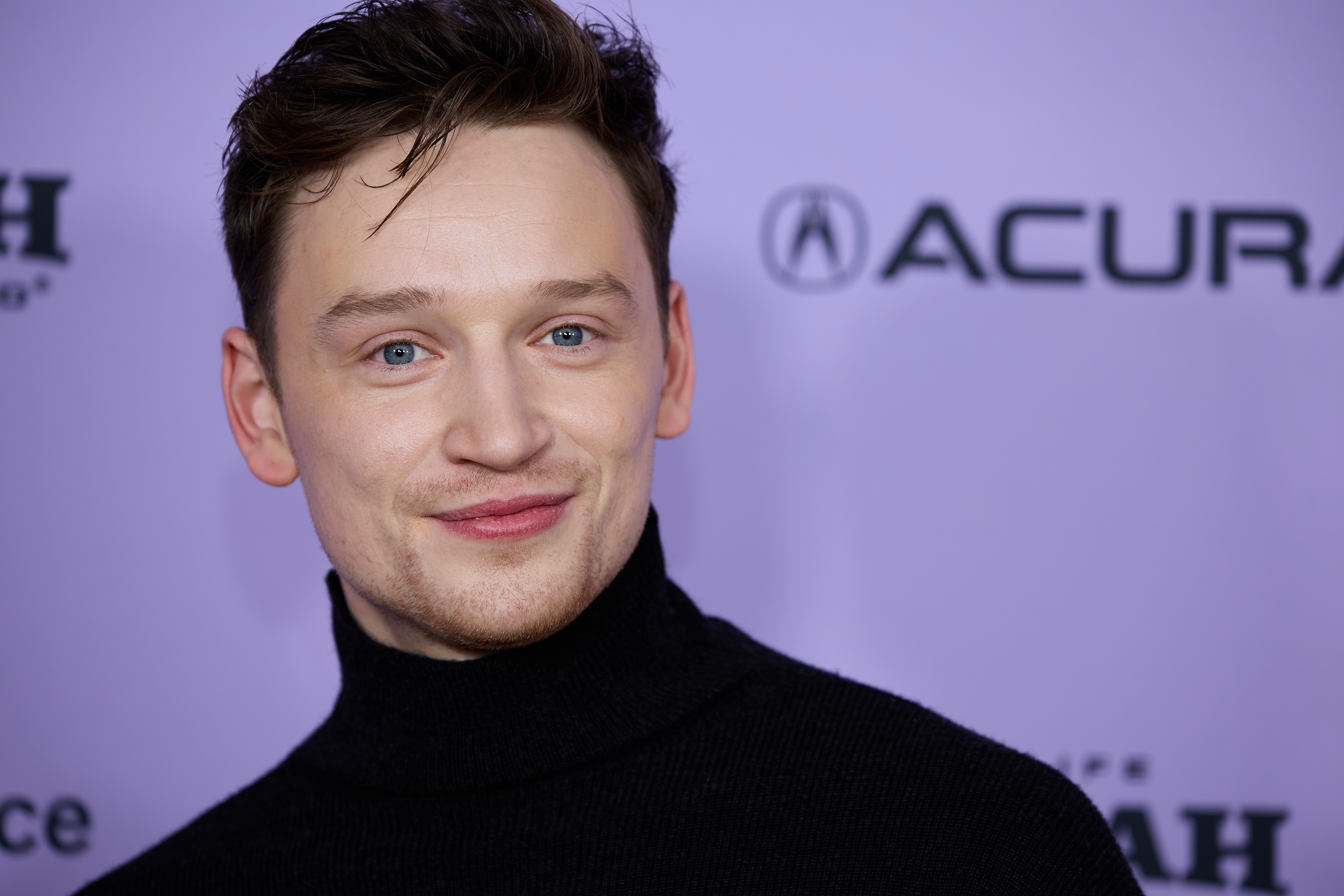
Actor principal Louis Greatorex